# Sjöfn
Sjöfn est la déesse nordique de la passion et de l'amour. Elle figure parmi les Asynes et est mentionnée par Snorri Sturluson dans son Edda de Snorri:
Sjaunda er Sjöfn, hon gætir mjök til at snúa hugum manna til ásta, kvenna ok karla, ok af hennar nafni er elskuginn kallaðr sjafni. 
"La septième [des Asynes] est Sjöfn. Elle a le pouvoir de tourner l'esprit des gens, hommes et femmes, à l'amour et à aimer. De son nom un amant s'appelle Sjafni."
Le nom Sjöfn n'est pas mentionné ailleurs dans l'Edda de Snorri ni dans l'Edda poétique. On le rencontre dans quelques kennings en tant que nom générique d'une déesse (par exemple Sjöfn seims signifie "Sjöfn d'or", c'est-à-dire "femme"). On ne sait pas exactement si Sjöfn a jamais été une déesse majeure. Il est possible qu'à l'insu de Snorri Sturluson Sjöfn ait simplement été un autre nom de Freyja.